# Teatre Odeon
El teatre Odeon estava situat al carrer de l'Hospital, 45, de Barcelona, i va funcionar del 1850 al 1887.

## Història i descripció
Al local on hi havia hagut la biblioteca del convent de Sant Agustí Nou, que patí un incendi el 1835 i després es veié afectat per la desamortització, es va habilitar –inicialment anomenat Teatre de Sant Agustí– com a seu de la Sociedad Filarmónica Barcelonesa, entitat que promovia l'ensenyament i audició de la música. Després la sala va ser anomenada Teatro de la Sociedad Apolínea i, més endavant, Odeón Apolíneo. El 1845 hi van tenir lloc tres concerts de piano donats per Franz Liszt (els dies 7, 11 i 18 d'abril), amb obres seves i fantasies sobre temes d'altres autors.
El teatre, obert al públic des del 3 de novembre del 1850, era un local de petites dimensions. El 1859 va ser reformat i ampliat fins a tenir un aforament de gairebé 400 persones, i el seu nom va passar a ser Teatre Odeó, que va conservar fins que va tancar el 1887. Josep Anselm Clavé hi celebrà els primers balls corejats. El mateix any 1859 hi fou creat el Conservatori Barcelonès del Teatre Odeon, orientat a la música i la declamació, que funcionà fins al 1861 i organitzava funcions i representacions d'òpera i sarsuela al mateix teatre.
El teatre esdevingué aviat popular, sota la direcció de Joaquim Dimas i Jaume Piquet, gràcies a les obres programades, majoritàriament truculentes, de terror o de «sang i fetge». Això va fer que el teatre fos conegut popularment com «l'escorxador».
Amb el temps, hi va anar guanyant pes el teatre en català. Un cop a la setmana, la societat La Gata, dirigida per Frederic Soler «Pitarra», hi representava teatre en català, fins que, en tenir problemes amb l'empresari del teatre, la societat va buscar un altre local i es van traslladar al veí teatre del número 51, el Teatre Romea. Mentrestant s'hi havien estrenat la majoria de "gatades" o obres satíriques de Pitarra, a més d'obres d'altres autors, com Eduard Vidal i de Valenciano, Conrad Roure o Josep Maria Arnau, amb la qual cosa l'Odeon esdevingué un dels bressols del teatre modern en català. El 1870 quedà com a únic empresari el comediògraf Jaume Piquet i s'hi continuaren estrenant obres d'altres autors, com Josep Robrenyo.
Un cop tancat, al seu lloc s'hi va instal·lar la Fonda de Sant Agustí.

## Obres destacades
Entre les obres estrenades a l'Odeon hi ha:
- 1860. La botifarra de la llibertat, Les píndoles de Holloway, de Frederic Soler
- 1861. Una lliçó a les coquetes o Qui tot ho vol, tot ho perd, d'Eduard Vidal i de Valenciano.
- 1864. L'esquella de la torratxa, de Frederic Soler; Lo cantador, de Frederic Soler i Conrad Roure (24 de febrer); Els banys de Caldetes, de Josep Maria Arnau i Pascual (30 de novembre)
- 1865. La pubilla del Vallès, comèdia de Josep Maria Arnau; Lo boig de les campanilles i L'Emília del segon pis (24 de febrer), El castell dels tres dragons (28 d'abril) i Un mercat de Calaf, de Frederic Soler (2 de desembre)
- 1866. Les joies de la Roser, drama, i Coses de l'oncle, comèdia, de Frederic Soler; En Joan Doneta (2 de gener) i Los hèroes i las grandesas (1 de març), comèdies de Frederic Soler i Enric Carreras (pseudònim del mateix Frederic Soler); Si us plau per força (4 d'octubre), de Frederic Soler; Un pa com unes hòsties, de Marçal Busquets (18 d'octubre); Les modes, Frederic Soler (20 de desembre).
- 1869. Les heures del mas, drama de Frederic Soler